# Герои Социалистического Труда Татарской АССР
Список граждан Республики Татарстан, удостоенных звания Герой Социалистического Труда.
В список включены граждане, родившиеся, проживавшие или работавшие в Татарской АССР. Представлены все лица, в том числе удостоенные звания дважды.

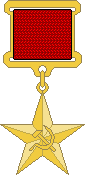
Золотая медаль «Серп и Молот» — вручалась Героям Социалистического Труда

| №   | Фамилия, Имя Отчество                        | Годы жизни            | Год награждения |
| --- | -------------------------------------------- | --------------------- | --------------- |
| 1   | Абдреев, Ахметгарей Шакирзянович             | 1923—2004             | 1971            |
| 2   | Абдуллин, Нигматулла Тухбатуллович           | 1937—2021             | 1981            |
| 3   | Абубакиров, Гарайша Давлетшевич              | 1927—2009             | 1971            |
| 4   | Аглиуллин, Рауф Абдуллович                   | 1930—2006             | 1966            |
| 5   | Аглямов, Нагим Харисламович                  | 1932—2008             | 1977            |
| 6   | Алиев, Усман Гатауллович                     | 1924—1986             | 1973            |
| 7   | Арбузов, Александр Ерминингельдович          | 1877—1968             | 1957            |
| 8   | Арбузов, Борис Александрович                 | 1903—1991             | 1969            |
| 9   | Арестов, Анатолий Васильевич                 | 1922—2017             | 1971            |
| 10  | Аристов, Фёдор Сергеевич                     | 1912—2005             | 1971            |
| 11  | Асхадуллин, Галимулла Асхадуллович           | 1928—2013             | 1974            |
| 12  | Ахмадеева, Ганзя Галимовна                   | 1937—2021             | 1980            |
| 13  | Ахмадуллин, Исмагил Ибрагимович              | 18.06.1927-12.07.1995 | 1966            |
| 14  | Ахметов, Дамир Рахмиевич                     | род. 1936             | 1966            |
| 15  | Ахметвалеев, Леонид Нургалович               | 1931 — 2006           | 1981            |
| 16  | Багаева, Евдокия Николаевна                  | 1933—2013             | 1973            |
| 17  | Багманов, Гарай Мавлетбаевич                 | 1923—1996             | 1966            |
| 18  | Баев, Александр Александрович                | 1904—1994             | 1981            |
| 19  | Бариев, Нургали Бариевич                     | 1919—1998             | 1966            |
| 20  | Батенчук, Евгений Никанорович                | 1914—1999             | 1981            |
| 21  | Батыршин, Накий Хурамшинович                 | 1932—2002             | 1966            |
| 22  | Баштанюк, Геннадий Сергеевич                 | род. 1949             | 1986            |
| 23  | Беспалова, Александра Николаевна             | 1924—2010             | 1966            |
| 24  | Бирюлин, Александр Иванович                  | 1929—1992             | 1988            |
| 25  | Боровиков, Геннадий Петрович                 | 1936—2004             | 1981            |
| 26  | Булатов, Алмас Харисович                     | 1931—2012             | 1971            |
| 27  | Булгаков, Ришат Тимергалиевич                | 1931—1989             | 1976            |
| 28  | Бурганов, Абрар Хаметович                    | 1912—1990             | 1966            |
| 29  | Бутома, Борис Евстафьевич                    | 1907—1976             | 1959            |
| 30  | Валиев, Курбан Агапович                      | 1906—1980             | 1959            |
| 31  | Валиханов, Агзам Валиханович                 | 1927—2006             | 1971            |
| 32  | Ванаг, Глеб Алексеевич                       | 1922—1991             | 1971            |
| 33  | Васильев, Лев Борисович                      | 1925 — 2023           | 1977            |
| 34  | Витер, Пётр Акимович                         | 1923—2003             | 1971            |
| 35  | Вишневский, Александр Александрович          | 1906—1975             | 1966            |
| 36  | Вырин, Василий Филиппович                    | 1913—1990             | 1966            |
| 37  | Габбазов, Саит Файзрахманович                | 1925—2007             | 1973            |
| 38  | Габдрахманова, Стелла Закиевна               | род. 1933             | 1978            |
| 39  | Галеев, Гайфутдин Салахутдинович             | 1911—1996             | 1971            |
| 40  | Галеев, Шакир Галеевич                       | 1919—1988             | 1971            |
| 41  | Галиахметов, Абдулхай Халикович              | 1934—2018             | 1984            |
| 42  | Галиев, Габдулхак Галиевич                   | 1916—1990             | 1966            |
| 43  | Галимова, Дания Хадизяновна                  | 1932-2020             | 1971            |
| 44  | Галочкина, Надежда Николаевна                | 1935—2009             | 1966            |
| 45  | Гарипов, Асгат Гарипович                     | 1925—2001             | 1971            |
| 46  | Гарифуллин, Бари Гарифуллович                | 1907—2003             | 1952            |
| 47  | Гатауллин, Самат Самигуллович                | 1929—08.05.2011       | 1981            |
| 48  | Герасименко, Виктор Иванович                 | 1933—2005             | 1963            |
| 49  | Гизатдинов, Лутфулла Валиевич                | 1918—1982             | 1971            |
| 50  | Гильманов, Сагир Гильманович                 | 1930-2005             | 1971            |
| 51  | Гилязов, Наиль Мингазович                    | 1935—2014             | 1971            |
| 52  | Гимазов, Мугаллим Мингазович                 | 1919—04.031982        | 1959            |
| 53  | Гиматдинов, Габбас Киямович                  | 1925—1997             | 1971            |
| 54  | Глебов, Михаил Никодимович                   | 1912—1986             | 1971            |
| 55  | Глушко, Валентин Петрович (дважды)           | 1908—1989             | 1956, 1961      |
| 56  | Григорьев, Вениамин Демьянович               | 1932—2005             | 1981            |
| 57  | Гринь, Михаил Петрович                       | 1924—2003             | 1959            |
| 58  | Губайдуллин, Ахат Шарифуллович               | 1919—1993             | 1959            |
| 59  | Губайдуллин, Сафиулла Салимуллович           | 1929-25.05.2010       | 1971            |
| 60  | Гузаиров, Камиль Сабирович                   | 1927—2005             | 1971            |
| 61  | Давыденко, Иван Миронович                    | 1933—2001             | 1973            |
| 62  | Дементьев, Пётр Васильевич (дважды)          | 1907—1977             | 1941, 1977      |
| 63  | Денисов, Николай Семенович                   | 1910—1997             | 1971            |
| 64  | Дергунов, Лазарь Васильевич                  | 1907—1974             | 1948            |
| 65  | Драцкий, Николай Григорьевич                 | 1930—1982             | 1966            |
| 66  | Евдокимова, Антонина Ивановна                | 1907—1998             | 1948            |
| 67  | Ефимов, Валентин Владимирович                | 1916—1981             | 1966            |
| 68  | Ефремов, Александр Ефремович                 | 1910—1998             | 1948            |
| 69  | Жиганов, Назиб Гаязович                      | 1911—1988             | 1981            |
| 70  | Журин, Иван Иванович                         | 1915—2002             | 1959            |
| 71  | Загидуллин, Раис Газизович                   | 30.03.1932—29.05.1998 | 1966            |
| 72  | Завойский, Евгений Константинович            | 1907—1976             | 1969            |
| 73  | Загирова, Сания Сабировна                    | 1918—2018             | 1966            |
| 74  | Зайдуллин, Хамит Валиевич                    | 1934—1993             | 1966            |
| 75  | Зайнагов, Замиль Сираевич                    | 1926—1999             | 1966            |
| 76  | Зайнуллин, Насифулла Гизатуллович            | 1931—1981             | 1971            |
| 77  | Заляев, Радик Инсафович                      | род. 1936             | 1977            |
| 78  | Зантимирова, Гульсина Хуснулловна            | род. 1943             | 1976            |
| 79  | Зарипов, Рим Ибрагимович                     | 1937—2009             | 1986            |
| 80  | Зарипова, Таузиха Гараевна                   | 1930—2018             | 1971            |
| 81  | Зарифов, Абдрахман Закирович                 | 1917—1984             | 1968            |
| 82  | Захаров, Николай Иванович                    | 1929—2002             | 1971            |
| 83  | Зиатдинов, Назип Зиатдинович                 | 1925—2008             | 1976            |
| 84  | Зотов, Михаил Егорович                       | 1903—1980             | 1948            |
| 85  | Ибатуллин, Каримулла Хакимович               | 1928—2011             | 1966            |
| 86  | Иванов, Иван Захарович                       | 1927—2011             | 1985            |
| 87  | Иманов, Зуфар Минтимирович                   | 1945—2001             | 1984            |
| 88  | Исаев, Алексей Степанович                    | 1924—1997             | 1971            |
| 89  | Исаев, Серафим Иванович                      | 1914—1989             | 1971            |
| 90  | Исламгалеев, Мударис Абдуллович              | род. 1945             | 1977            |
| 91  | Кадыров, Нурислам Зиганшевич                 | 1926—1993             | 1976            |
| 92  | Калимуллин, Рифкат Калимуллович              | 1927—1993             | 1951            |
| 93  | Калимуллина, Магсума Садриевна               | 1913—1969             | 1966            |
| 94  | Капитонов, Николай Михайлович                | 1927—2009             | 1971            |
| 95  | Каргин, Виктор Егорович                      | 1932—2004             | 1978            |
| 96  | Каримов, Фахрази Шамсимухаметович            | 1932—2019             | 1981            |
| 97  | Каримова, Гульбика Галеевна                  | род. 1938             | 1971            |
| 98  | Каримова, Саима Сафиевна                     | 1926—2013             | 1976            |
| 99  | Карпов, Михаил Васильевич                    | 1923—2011             | 1966            |
| 100 | Кашапов, Закария Кашапович                   | 1923—2000             | 1966            |
| 101 | Каюмов, Габдрауф Габдулхакович               | 1926—2009             | 1966            |
| 102 | Копылов, Виталий Егорович                    | 1926—1995             | 1971            |
| 103 | Королёв, Евгений Никифорович                 | 1913—2001             | 1971            |
| 104 | Котельников, Владимир Александрович (дважды) | 1908—2005             | 1969, 1978      |
| 105 | Кузьмина, Екатерина Антоновна                | 1927—2012             | 1966            |
| 106 | Латыпов, Гусман Хафизович                    | 1925—2000             | 1971            |
| 107 | Леванов, Владимир Алексеевич                 | 1928—1981             | 1971            |
| 108 | Лемаев, Николай Васильевич                   | 1929—2000             | 1980            |
| 109 | Линькова, Клавдия Александровна              | 1927—2016             | 1948            |
| 110 | Лисин, Николай Викторович                    | 1912—1981             | 1966            |
| 111 | Лукин, Макар Михайлович                      | 1905—1961             | 1945            |
| 112 | Лушников, Владимир Петрович                  | 1914—1985             | 1971            |
| 113 | Мавлеев, Мисбах Мавлеевич                    | 1929—2011             | 1966            |
| 114 | Мавликов, Вазил Салихович                    | 1943—2015             | 1981            |
| 115 | Максимов, Николай Иванович                   | 1911—1967             | 1966            |
| 116 | Маликова-Шафигуллина, Амина Маликовна        | 1930—2020             | 1966            |
| 117 | Малиновский, Михаил Сергеевич                | 1880—1976             | 1971            |
| 118 | Малышева, Клавдия Филипповна                 | 1936—2021             | 1966            |
| 119 | Мальнёв, Николай Дмитриевич                  | 1926—2012             | 1981            |
| 120 | Мальцев, Николай Алексеевич                  | 1928—2001             | 1971            |
| 121 | Мингазова-Шамгунова, Гульсум Мифтаховна      | 1934—2012             | 1960            |
| 122 | Минекаев, Масгут Габдрахманович              | 1930—2018             | 1966            |
| 123 | Мокшин, Александр Фёдорович                  | 1927—1996             | 1971            |
| 124 | Мостюков, Ильдус Шайхуллисламович            | 1928–2024             | 1980            |
| 125 | Мусин, Латфулла Нугманович                   | 1913—1997             | 1971            |
| 126 | Мухаметзянова, Легия Файзрахмановна          | род. 1935             | 1971            |
| 127 | Нафикова, Сарвар Нафиковна                   | 1925—2012             | 1967            |
| 128 | Немасев, Сергей Егорович                     | 1928—2006             | 1957            |
| 129 | Низаметдинов, Равиль Мифтахович              | 1929—1993             | 1990            |
| 130 | Никитин, Семён Павлович                      | 1921—1968             | 1959            |
| 131 | Никитина, Евдокия Тимофеевна                 | 1916—1990             | 1960            |
| 132 | Николаева, Александра Ивановна               | 1924—2015             | 1948            |
| 133 | Новолодский, Алексей Борисович               | 1930—1994             | 1971            |
| 134 | Нурутдинов, Дамир Махмутович                 | 1937—2019             | 1980            |
| 135 | Павлов, Александр Алексеевич                 | 1925—2001             | 1976            |
| 136 | Петров, Леонтий Степанович                   | 1909—1986             | 1966            |
| 137 | Полющенков, Григорий Григорьевич             | 1912—1996             | 1966            |
| 138 | Прохоренко, Дмитрий Фёдорович                | 1906—1977             | 1958            |
| 139 | Прохоров, Василий Никитович                  | 1924—27.05.1992       | 1966            |
| 140 | Рожков, Пётр Кузьмич                         | 1920—1999             | 1980            |
| 141 | Савельев, Павел Фёдорович                    | 1932—2001             | 1966            |
| 142 | Сагдеев, Роальд Зиннурович                   | род. 1932             | 1986            |
| 143 | Сагдуллин, Шарифулла Сагдуллович             | 1930—2001             | 1976            |
| 144 | Садовников, Владимир Геннадиевич (дважды)    | 1928—1990             | 1976, 1981      |
| 145 | Садыкова, Зайнаб Садыковна                   | 1921—1977             | 1966            |
| 146 | Салимзянов, Галимзян Закирзянович            | 1923—2005             | 1971            |
| 147 | Сальников, Александр Лаврентьевич            | 1926—1981             | 1966            |
| 148 | Саттаров, Рашит Саттарович                   | 1912—1997             | 1958            |
| 149 | Сафин, Вафа Сафинович                        | 1919—2003             | 1971            |
| 150 | Сафин, Гарей Сафинович                       | 1907—1975             | 1947            |
| 151 | Сафин, Закария Зуфарович                     | 1930—1994             | 1986            |
| 152 | Сафиуллин, Анвар Шакирзянович                | 1927—2020             | 1973            |
| 153 | Седов, Александр Осипович                    | 1911—1999             | 1966            |
| 154 | Сергеева, Аграфена Тимофеевна                | 1920—2009             | 1976            |
| 155 | Сергиевский, Константин Александрович        | 1914—1994             | 1971            |
| 156 | Сибиркин, Анатолий Алексеевич                | 1907—1970             | 1964            |
| 157 | Силаев, Иван Степанович                      | 1930—2023             | 1975            |
| 158 | Смирнова, Любовь Евгеньевна                  | род. 1947             | 1981            |
| 159 | Соболев, Николай Алексеевич                  | 1919—2007             | 1971            |
| 160 | Солнцева, Вера Васильевна                    | 1933—2014             | 1976            |
| 161 | Сорокина, Валентина Васильевна               | 1936—2022             | 1976            |
| 162 | Сторожев, Георгий Степанович                 | 19.04.1918—31.10.1994 | 1948            |
| 163 | Тазеева, Миннесагира Тазеевна                | 1936-2009             | 1971            |
| 164 | Тахавиев, Фарид Тахавиевич                   | 1930—1999             | 1980            |
| 165 | Тимерзянов, Закий Тимерзянович               | 1926—2013             | 1971            |
| 166 | Тимченко, Александр Григорьевич              | 1927—1984             | 1959            |
| 167 | Тиханкова, Анастасия Ивановна                | 07.09.1931—18.05.1989 | 1972            |
| 168 | Трофимук, Андрей Алексеевич                  | 1911—1999             | 1944            |
| 169 | Турунтаева, Мария Сергеевна                  | 1926—2025             | 1971            |
| 170 | Тюнин, Николай Андриянович                   | 1931—1995             | 1977            |
| 171 | Филимонов, Виктор Петрович                   | 1940—2012             | 1977            |
| 172 | Фоменко, Владислав Александрович             | 1932—1988             | 1977            |
| 173 | Фролов, Николай Васильевич                   | род. 1931             | 1971            |
| 174 | Хабаров, Андрей Александрович                | 1919—1998             | 1958            |
| 175 | Хазиахметов, Вагиз Хазиахметович             | 15.05.1916—2003       | 1966            |
| 176 | Хазиев, Галимзян Мухаметшинович              | 1930—2021             | 1971            |
| 177 | Хайруллина, Миннура Галеевна                 | 1926—20.06.2016       | 1966            |
| 178 | Халезов, Павел Александрович                 | 1916—1999             | 1966            |
| 179 | Хамидуллин, Салих Сунгатович                 | 1932—2004             | 1960            |
| 180 | Хасаншина, Газифа Хасановна                  | 1915—1986             | 1969            |
| 181 | Хастиев, Мирбат Бадриевич                    | 1927—2000             | 1984            |
| 182 | Хафизов, Шариф Сагирович                     | 1920—1984             | 1966            |
| 183 | Хусаинов, Магсум Шайгазамович                | 1911—1986             | 1966            |
| 184 | Хуснутдинова, Мария Николаевна               | 1920—2003             | 1966            |
| 185 | Чегодаева, Клавдия Константиновна            | 1926—1997             | 1966            |
| 186 | Шагиахметов, Ахмадулла Каримуллович          | 1923-17.03.2011       | 1966            |
| 187 | Шайморданов, Галим Шайморданович             | 1917—2003             | 1977            |
| 188 | Шайхиева, Марфуга Шайхиевна                  | 1920—2003             | 1975            |
| 189 | Шайхутдинов, Ильсур Гарафиевич               | 1936—2019             | 1975            |
| 190 | Шакиров, Гильми Шакирович                    | 1929—1991             | 1981            |
| 191 | Шакиров, Камиль Фаязович                     | 1931—2005             | 1966            |
| 192 | Шарафутдинов, Фасхутдин Мухутдинович         | 1922—2005             | 1966            |
| 193 | Шарифуллин, Даги Гарифуллович                | 1928—2003             | 1966            |
| 194 | Шарифуллин, Зиннат Галиуллович               | 1916—2010             | 1966            |
| 195 | Юсупов, Хамит Габбасович                     | 1916—1993             | 1958            |